# Ивдельская кедровая роща
«Ивдельская кедровая роща» — ботанический и археологический памятник природы в городе Ивдель Свердловской области, Россия. Ивдель является единственным городом Свердловской области, в черте которого сохранилось большое число кедровых деревьев естественного происхождения.
Кедровник расположен на юго-западной окраине города Ивделя. По состоянию на 1985 год в роще насчитывалось более 300 деревьев сибирского кедра. Диаметр стволов составлял 20—54 см, высота от 12 до 16 м. Приблизительный возраст деревьев 150—200 лет.

## История
В древние времена здесь располагалось захоронение местных жителей манси. В конце XIX века в роще располагались усадьбы Н. С. Логинова и братьев Сосуновых. С 1924 года кедровник использовался как место отдыха. В 1925 году южная часть парка была передана из частных владений в ведение сельсовета. Благоустройство парка началось в 1930-х годах, когда он был обнесен оградой и стал называться «Парк Кедровник». В настоящее время роща является частью городского парка.
Решением исполкома Свердловского областного Совета депутатов трудящихся № 227 от 16.09.1960 года роща объявлена памятником природы областного значения. Постановлением Правительства Свердловской области от 17 января 2001 года № 41-ПП ботанический и археологический памятник природы «Ивдельская кедровая роща» включён в перечень особо охраняемых природных территорий Свердловской области. Этим же правовым актом охрана территории объекта возложена на администрацию Ивдельского городского округа. На территории памятника природы запрещён выпас скота и сенокошение, а также самовольный промысел орехов.